# Mark Woods
Mark Woods (né le 27 décembre 1901 à Louisville - 7 octobre 1984 à Riverview, Floride) , était un homme d'affaires américain. Il est connu pour avoir présidé le réseau NBC Blue Network de Radio Corporation of America (RCA) et d'avoir superviser sa vente à Edward Noble qui le transforma en American Broadcasting Company.

## Biographie
Né le 27 décembre 1901 à Louisville, Mark Woods a passé son enfance à Jacksonville en Floride. Après son service militaire et sa participation à la Première Guerre mondiale dans le département américain de la marine, il débarque à New York et trouve un emploi de comptable chez Thomas A. Edison Industries. 
En 1920, il rejoint le service comptable de la New York Telephone Company avant d'être transféré à la maison mère AT&T. Il devient ensuite formateur à la station de radio WEAF alors détenue par AT&T et définit de nombreuses règles commerciales du secteur radiophonique. En 1926, il occupe un poste de chef comptable et responsable des bureaux à la Broadcasting Company of America. Quand NBC rachète la BCA à AT&T le 1er novembre 1926, Woods conserve ses attributions et devient directeur de la comptabilité. 
En 1934, il est nommé vice-président exécutif de NBC puis en 1936, trésorier et vice-président. Courant 1941, il est nommé responsable financier de la vente du réseau NBC Blue. 
Woods conserve son poste de président-directeur-général d'ABC jusqu'en décembre 1949 pour devenir vice-président du directoire puis quitte ABC le 30 juin 1951. Par la suite il fonde avec JR Warwick une agence de publicité qui cesse son activité dès le 9 avril 1952 avec le départ de Warwick. Woods en profite pour prendre sa retraite à 50 ans et déménage en Floride. Il décède le 7 octobre 1984 à Riverview en Floride.